# 五島自動車学校
五島自動車学校（ごとうじどうしゃがっこう）は、株式会社五島が運営する長崎県五島市浜町にある長崎県公安委員会指定の自動車教習所。長崎市の「あたご自動車学校」とは姉妹関係にある。

## 所在地
- 〒853-0026 長崎県五島市浜町424番3号

## 沿革
- 1975年（昭和50年）4月1日 - 設立。
- 1976年（昭和51年）6月15日 - 県公安委員会指定を受ける。

## 取得免許
- 普通車免許
- 自動二輪車免許

## 車両
- トヨタ コンフォート
- ホンダ

## 送迎バス
- 福江島島内一円に運行。

## その他
- 離島である五島の地理的条件に基づき、滞在型をテーマとした教習所である。
- イベントとして数多くのアウトドア体験がある他、乗馬体験なども行っている。